# ماركو أوردنيفيتس
ماركو أوردنيفيتس (بالألمانية: Marco Ordenewitz) هو لاعب كرة قدم ألماني في مركز المهاجم ، ويلعب حاليًا لنادي أوبرنيولاند الألماني ، وهو ابن اللاعب الألماني السابق فرانك أوردنيفيتس.